# Chacarilla del Estanque (Lima)
Chacarilla del Estanque es el nombre de una urbanización perteneciente a los distritos de San Borja y Santiago de Surco, en la ciudad de Lima, capital del Perú. Es una zona habitada por familias de nivel socioeconómico alto.

## Geografía y límites de la urbanización
Ubicada en la zona sureste del distrito de San Borja, y en la zona noroeste del distrito de Santiago de Surco. Limita al norte, con la urbanización Mariscal Ramón Castilla. Luego, colinda al este, con la carretera Panamericana Sur y la urbanización Valle Hermoso Oeste. Después, limita al sur, con la avenida Caminos del Inca. Y finalmente, colinda al oeste, igualmente con la avenida Caminos del Inca, la avenida Primavera y el jirón Paseo del Bosque.

## Historia
Durante la época española, la zona era una hacienda en la que se construyó un reservorio para regar la zona, y las haciendas vecinas conocidas como San Juan y Villa. El agua provenía de los ríos Surco y Ate, y su distribución, a través de la cual los dueños de la hacienda obtenían ganancias, dio lugar paulatinamente a su nombre actual. Durante el siglo XVII y hasta su expulsión en 1757, la hacienda fue propiedad de los jesuitas, ya conocida como Chacarilla del Estanque. Bajo esta orden, se convirtió en un complejo agrícola con árboles frutales y olivos. A fines del siglo XIX, la propiedad era propiedad de Vicenzo "Vicente" Risso, un italoperuano que la valoró en S/. 21.000.

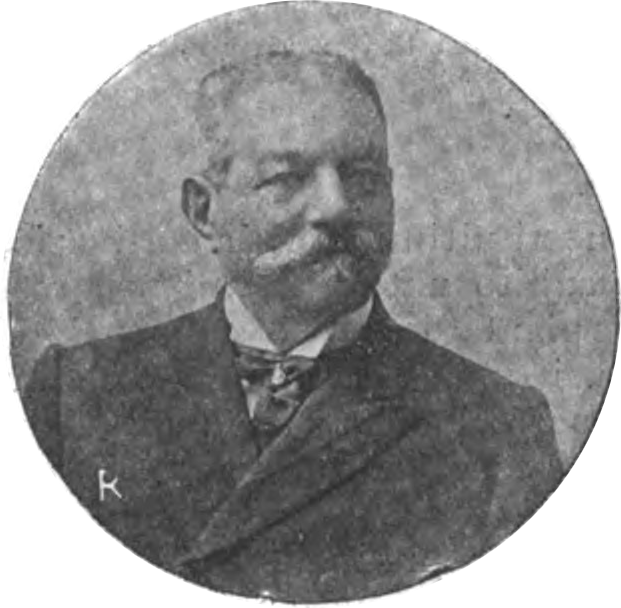
Giacomo Orezzoli, quien alquiló la hacienda de 1880 hasta 1895.

El empresario italoperuano, Giacomo Orezzoli, alquiló la hacienda desde 1880 hasta 1895, cuando la compró junto con su hermano Nicola. Ese mismo año, fue invadida y dañada por las tropas al mando de Pedro P. Collazos, el 1 de febrero, durante la guerra civil que concluyó un mes después. Santiago Orezzoli, nacido en Rapallo, fue indemnizado posteriormente con un pago único de S/. 660.
El terreno de 3.030.000 m2 fue urbanizado y vendido por la familia Izaga en la década de 1970, quienes en 1988 abrieron un centro comercial que lleva el nombre de la adyacente avenida Caminos del Inca. El nuevo establecimiento reemplazó a un convento originalmente destinado a convertirse en hospital, y fue ampliado en 2001. A raíz de la instauración del Gobierno Revolucionario de la Fuerza Armada, varios miembros de las Fuerzas Armadas y partidarios de Juan Velasco Alvarado, establecieron sus residencias en la zona durante el mismo período, lo que dio lugar a su apodo de "Cachaquería del Estanque", por parte de los detractores del régimen.
En esa misma época, se creó la cadena de supermercados Gálax, que en ese entonces era propiedad de la familia Castañeda, para desarrollar la zona. El éxito de la tienda llevó a su expansión en 1976 y, finalmente, el edificio fue adquirido por el Grupo Wong en la década de 1990 para albergar su supermercado.
El centro educativo más importante del barrio es el colegio privado católico Santa María Marianistas, ubicado originalmente en la tercera cuadra de la avenida Arequipa, y trasladado a la iglesia María Reina de San Isidro en 1944, para trasladarse nuevamente a su ubicación actual en 1959. En la zona también funcionan varios colegios, entre ellos el Santísimo Nombre de Jesús, colegio privado católico, y el Instituto San Gabriel Arcángel, colegio de educación especial fundado en 1958.
Durante el periodo de terrorismo, el líder de Sendero Luminoso, Abimael Guzmán, vivía oculto en la casa número 265 de la avenida Buena Vista de la urbanización. La casa fue una de varias allanadas por el Grupo Especial de Inteligencia el 31 de enero de 1991, donde se encontró material relacionado con el grupo, entre ellos un vídeo de Guzmán y sus miembros más importantes bailando la Danza de Zorba, una canción instrumental griega.

## Hitos urbanos importantes
La urbanización Chacarilla del Estanque concentra tres de las principales arterias de la ciudad de Lima: la carretera Panamericana Sur, y las avenidas Primavera y Caminos del Inca. Asimismo, cuenta con su propio centro comercial y el Centro Comercial Caminos del Inca. Este último cuenta con tiendas de ropa, una cadena de comida rápida Bembos, una cafetería Starbucks, y una cadena de cines Cineplanet, con 8 salas de proyección. 

### Distrito de San Borja
- La Bistecca - Chacarilla
- Panchita - Chacarilla
- Madam Tusan - Chacarilla
- T.G.I. Fridays - Chacarilla
- Pescados Capitales - Chacarilla
- Master Kong - Primavera
- Pastelería San Antonio - Chacarilla
- Sony Store - Chacarilla
- Idiomas PUCP - Chacarilla
- Clínica Chacarilla
- Parroquia Santísimo Nombre de Jesús

### Distrito de Santiago de Surco
- Centro Comercial Chacarilla
- Centro Comercial Caminos del Inca
- Instituto Toulouse Lautrec - Chacarilla
- Tanta - Chacarilla
- Chili's - Chacarilla
- La Folie -  Chacarilla
- Lucio Caffe - Chacarilla
- Starbucks - Chacarilla
- Wong - Chacarilla
- Plaza Vea - Chacarilla
- Sodimac - Chacarilla

## Autoridades

### Comisarías de Chacarilla del Estanque
- Comisaría PNP Chacarilla del Estanque: ubicada en el distrito de San Borja.